# Jan Ziobro (polityk)
Jan Paweł Ziobro (ur. 4 września 1989 w Krakowie) – polski polityk, poseł na Sejm VII kadencji.

## Życiorys
W 2011 uzyskał licencjat z zakresu logistyki na Uniwersytecie Ekonomicznym w Krakowie, podjął studia zaoczne z zakresu finansów i rachunkowości na tej samej uczelni. Był zatrudniony w jednym z krakowskich banków. Zaangażował się w działalność organizacji młodzieżowej Prawa i Sprawiedliwości, został przewodniczącym lokalnego oddziału Forum Młodych PiS. W wyborach samorządowych w 2010 bez powodzenia kandydował do rady powiatu wielickiego.
W wyborach parlamentarnych w 2011 startował z 17. (przedostatniego) miejsca na liście PiS w okręgu tarnowskim. Otrzymał 9347 głosów, uzyskując mandat poselski. Został najmłodszym posłem VII kadencji. W Sejmie VII kadencji przystąpił do klubu parlamentarnego Solidarna Polska. Zaangażował się w działalność powstałej w 2012 partii o tej nazwie (w 2023 przemianowanej na Suwerenną Polskę). W 2013 zasiadł w jej zarządzie, a w wyborach do Parlamentu Europejskiego w 2014 był na liście jej kandydatów. W lipcu 2014 zasiadł w klubie parlamentarnym Sprawiedliwa Polska, od marca 2015 działającym pod nazwą Zjednoczona Prawica. W wyborach w tym samym roku, startując tym razem w okręgu bielskim, nie uzyskał poselskiej reelekcji. W wyborach w 2019 ponownie kandydował do Sejmu (z okręgu krakowskiego). W 2024 wystartował natomiast do rady powiatu wielickiego.